# Motivativ
Der Motivativ, auch Causalis ist ein grammatischer Kasus, der das Motiv einer Handlung angibt. 
Im Baskischen leitet er sich aus dem Genitivus possessivus ab, an den die Endung -gatik angehängt wird:
- Neska ›das/ein Mädchen‹
- Neskaren ›des Mädchens‹
- Neskarengatik ›wegen des Mädchens‹